# 觸角副䲁
觸角副䲁（學名：Parablennius tentacularis），為輻鰭魚綱鳚形目䲁科副䲁屬的一種，分布於東大西洋葡萄牙、西班牙與摩洛哥至幾內亞海域，包括地中海、馬摩拉海及黑海，體長可達15公分，棲息在沙底質的鹹水、河口或三角洲，雌魚產附著性卵，雄魚有護卵行為，幼魚為浮游性，生活習性不明，可做為觀賞魚。